# Javorje (Brdovec)
Javorje falu Horvátországban Zágráb megyében. Közigazgatásilag Brdovechez tartozik.

## Fekvése
Zágráb központjától 18 km-re északnyugatra, községközpontjától 1 km-re délre a Száva bal partján fekszik.

## Története
Brdovec plébániája az egyik legrégibb a Zágrábi főegyházmegye területén, 1334-ben alapították. A plébániatemplom egykor azon a magaslaton volt, ahol ma a marija goricai plébánia területéhez tartozó Szent Kereszt kápolna áll. Később a plébánia központját áthelyezték a síkságra, Javorje területére ahol 1679-ben felépítették a mai plébániatemplomot.
A falunak 1857-ben 127, 1910-ben 219 lakosa volt. Trianon előtt Zágráb vármegye Zágrábi járásához tartozott. 2011-ben a falunak 663 lakosa volt.

## Lakosság
| Lakosság változása | Lakosság változása | Lakosság változása | Lakosság változása | Lakosság változása | Lakosság változása | Lakosság változása | Lakosság változása | Lakosság változása | Lakosság változása | Lakosság változása | Lakosság változása | Lakosság változása | Lakosság változása | Lakosság változása | Lakosság változása |
| ------------------ | ------------------ | ------------------ | ------------------ | ------------------ | ------------------ | ------------------ | ------------------ | ------------------ | ------------------ | ------------------ | ------------------ | ------------------ | ------------------ | ------------------ | ------------------ |
| 1857               | 1869               | 1880               | 1890               | 1900               | 1910               | 1921               | 1931               | 1948               | 1953               | 1961               | 1971               | 1981               | 1991               | 2001               | 2011               |
| 127                | 118                | 138                | 150                | 176                | 219                | 253                | 308                | 324                | 309                | 352                | 457                | 525                | 578                | 634                | 663                |

## Nevezetességei
- Szent Vid tiszteletére szentelt plébániatemploma 1679-ben épült barokk stílusban. A hagyomány szerint azon a helyen ahol a mai plébániatemplom áll egy reggelen egy a Száva által idesodort Szent Vid szobrot találtak, mely egy fűzfa ágában akadt fenn. Ezt égi jelnek tartották és ezen helyen építették fel a Diocletianus császár idejében élt római vértanú tiszteletére szentelt templomot. Legendája szerint Szent Videt forró olajjal telt üstbe dobták, az ő vértanúságát ábrázolja a község mai címere is.

- Az 1903-as zapresicsi népfelkelés áldozatainak sírja[4] a régi temető központi részén található. Egy egyszerű betonkerettel megerősített négyszögletes sír fölött magas kősztélé (kb. 3,30 m) található. A síremlék északkeleti tájolású, karsztmárványból készült. A masszív síremléket egy stilizált oromzat zárja, amelyet elöl szecessziós meander motívum díszít. A sírkő tetején egy részben drapériával borított, fehér (carrarai) márványból faragott antik urna található. A zapresicsi vérontás a horvát nemzettudat még erősebb felébredéséhez vezetett, és kulcsfontosságú eseménynek számít a magyar uralom elleni lázadás országszerte történő továbbterjedésében.